# 魯斯頓 (內布拉斯加州)
魯斯頓（英語：Ruthton）是位於美國內布拉斯加州基斯縣的非建制地區。

## 地理
魯斯頓所處的海拔為高於海平面1011米（即3317英呎），而該地所採用的時區為UTC-7，即北美山地时区（MST）。同時該地設有夏令時間，為UTC-7調快一小時，即UTC-6（MDT）。